# Ligne de Corinthe à Kalamata
La ligne de Corinthe à Kalamata (grec moderne : γραμμή Κορίνθου - Καλαμάτας) est une ligne ferroviaire grecque à voie unique et écartement métrique, longue de 236 km, reliant les villes de Corinthe et de Kalamata en passant par la ville de Tripoli dans le Péloponnèse central. Autrefois une ligne principale du réseau ferroviaire du Péloponnèse, elle est sans trafic voyageurs entre Corinthe et Tripoli depuis le 10 décembre 2010, entre Tripoli et Zevgolatio depuis le 14 janvier 2004 et entre Zevgolatio et Kalamata depuis le 30 janvier 2011.

## Chronologie
La ligne s'est ouverte par étapes de 1886 à 1899 :
- 15 avril 1886[4] : Corinthe -  Argos (53,4 km)
- 4 août 1886[4] : Argos - Mili Nafpliou (9,6 km)
- 1er février 1892[5] : Mili Nafpliou - Tripoli (58,2 km)
- 1er février 1892[5] : Diavolitsi - Kalamata (37,5 km)
- 4 novembre 1899[5] : Tripoli - Diavolitsi (77,0 km)

## Historique

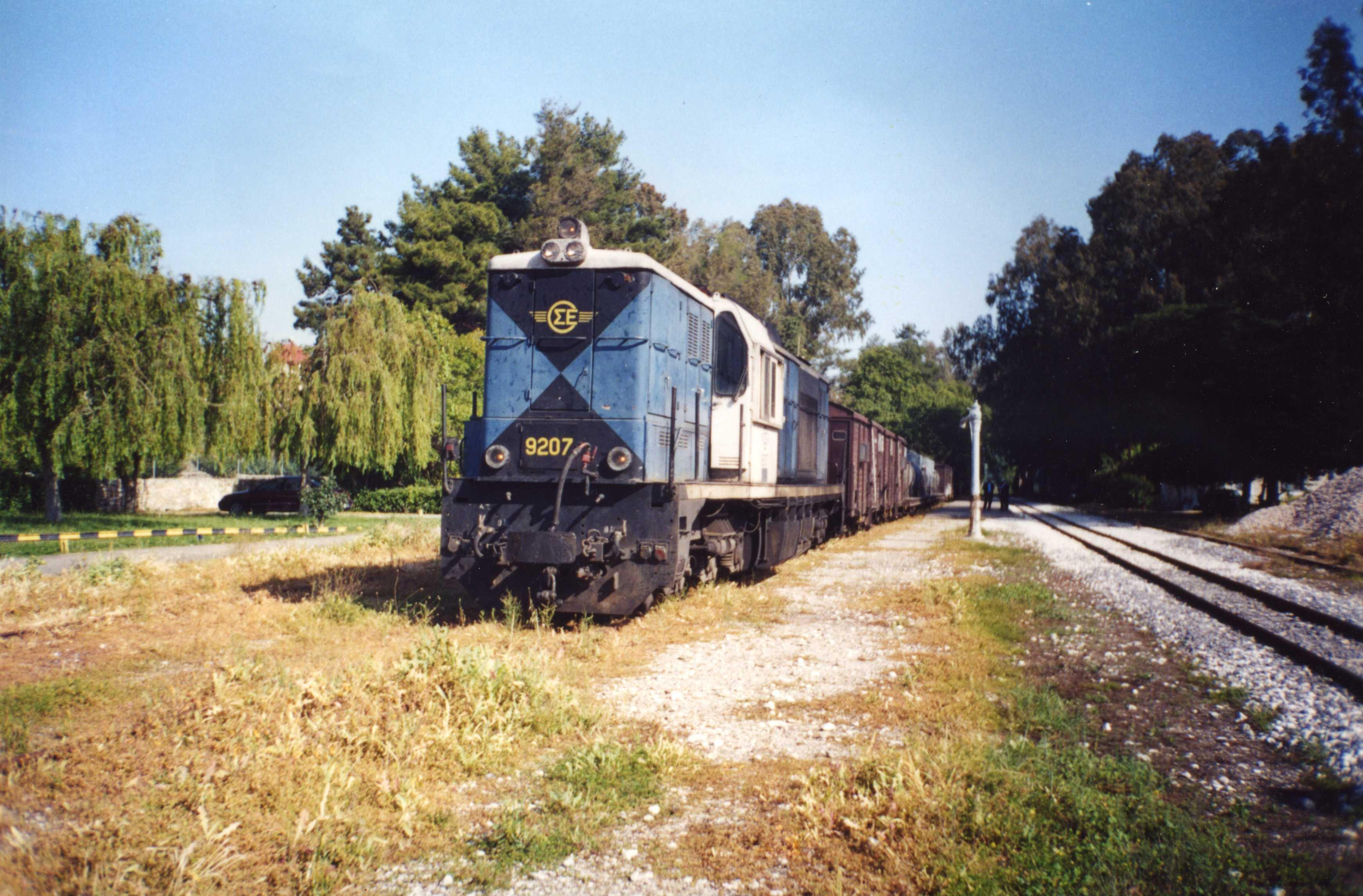
Locomotive Alsthom tractant un train spécial en gare de Myli

Le 19 avril 1882 a été signé le contrat entre le représentant des groupes financiers étrangers et l'État grec qui prévoyait la construction et l'exploitation de diverses lignes dans le Péloponnèse.Parmi elles figuraient les lignes ferroviaires Corinthe - Argos - Nauplie et Argos - Mili Nafpliou. Selon le contrat, le concessionnaire devait fonder une société anonyme et aurait le droit d'exploiter ces deux lignes pour une durée maximale de 99 ans. Après les premiers 15 ans, l'État pourrait racheter cette société ferroviaire. En plus, l'État devait subventionner la construction d'un certain montant par kilomètre de voie ferrée et offrir au concessionnaire des terrains publics nécessaires pour la construction. Le concessionnaire pour sa part devait construire la ligne dans les quatre ans suivant le début des travaux. La ligne serait unique et à écartement métrique, avec des pentes atteignant le 29 ‰ et des courbes de  rayon minimal de 100 m.  Le premier tronçon entre Corinthe et Mili Nafpliou a été inauguré en 1886.
En avril 1887, le premier ministre Charílaos Trikoúpis proposa à l'Assemblée nationale la construction aux frais de l'État de la ligne ferroviaire Mili Nafpliou - Tripoli - Kalamata, conformément à une étude réalisée par la Mission française. En décembre de la même année fut votée la loi concernant cette ligne et en avril 1888 fut signé le contrat entre le constructeur et l'État, qui prévoyait l'achèvement de la ligne dans un délai de trois ans.
En juin 1889 a été fondée la Compagnie des chemins de fer méridionaux (grec moderne : Εταιρία Μεσημβρινών Σιδηροδρόμων Έλλάδος / ΕΜΣΕ ou EMSE) plus connue comme Chemin de fer de Mili à Kalamata (grec moderne : Σιδηρόδρομος Μύλων - Καλαμών / ΣΜΚ ou SMK). Le droit de l'exploitation de la ligne et de la construction de nouvelles lignes a été cédé à l'EMSE. Cependant l'EMSE, ne pouvant achever les travaux de la ligne, fut déclarée déchue en décembre 1891. Les travaux ont été repris par l'État et se sont achevés par étapes de 1892 à 1899.
Grâce à la construction de la ligne de Corinthe à Kalamata, une partie importante du Péloponnèse montagneux a trouvé accès aux ports de Corinthe et de Kalamata. En 1904 s'est ouverte à la circulation une extension de 2 km entre la gare de Kalamata et le port de la ville.
Tout au long du XXe siècle, la ligne joua un rôle important pour le déplacement des habitants de la région, surtout en raison du manque d'une autoroute dont la construction en 2000 a provoqué une baisse de voyageurs.
Le manque de maintenance de la ligne à certaines périodes a provoqué plusieurs déraillements entre 2002 et 2004 qui ont précipité la suppression du trafic sur la ligne afin qu'elle soit rénovée. Ainsi la ligne fut-elle fermée le 14 janvier 2004 pour cinq ans de travaux. La ligne a rouvert le 1er août 2009, mais les services étaient limités entre Corinthe et Tripoli, bien que la reconstruction se soit faite sur toute sa longueur.
En 2010, suivant la crise financière en Grèce et du fait que le trafic voyageurs était faible, l’exploitant TRAINOSE a pris la décision de supprimer tout trafic sur la ligne à partir du 30 janvier 2011. Toutefois un déraillement mortel survenu le 9 décembre 2010 a précipité la fermeture de la ligne : le trafic a été supprimé par décision du ministre des transports dès la même journée. Ainsi tout le matériel roulant de la ligne a été tout d'abord transporté au dépôt de Kalamata. Ensuite les autorails Stadler de la série 4501 ont été mutés aux dépôts de Pyrgos et de Patras et, entre 15 mars et 15 avril 2011, le reste du matériel roulant (autorails et locomotives) a été emporté à Athènes avant d'être déposé à l'ancien dépôt du Pirée.

## Tracé

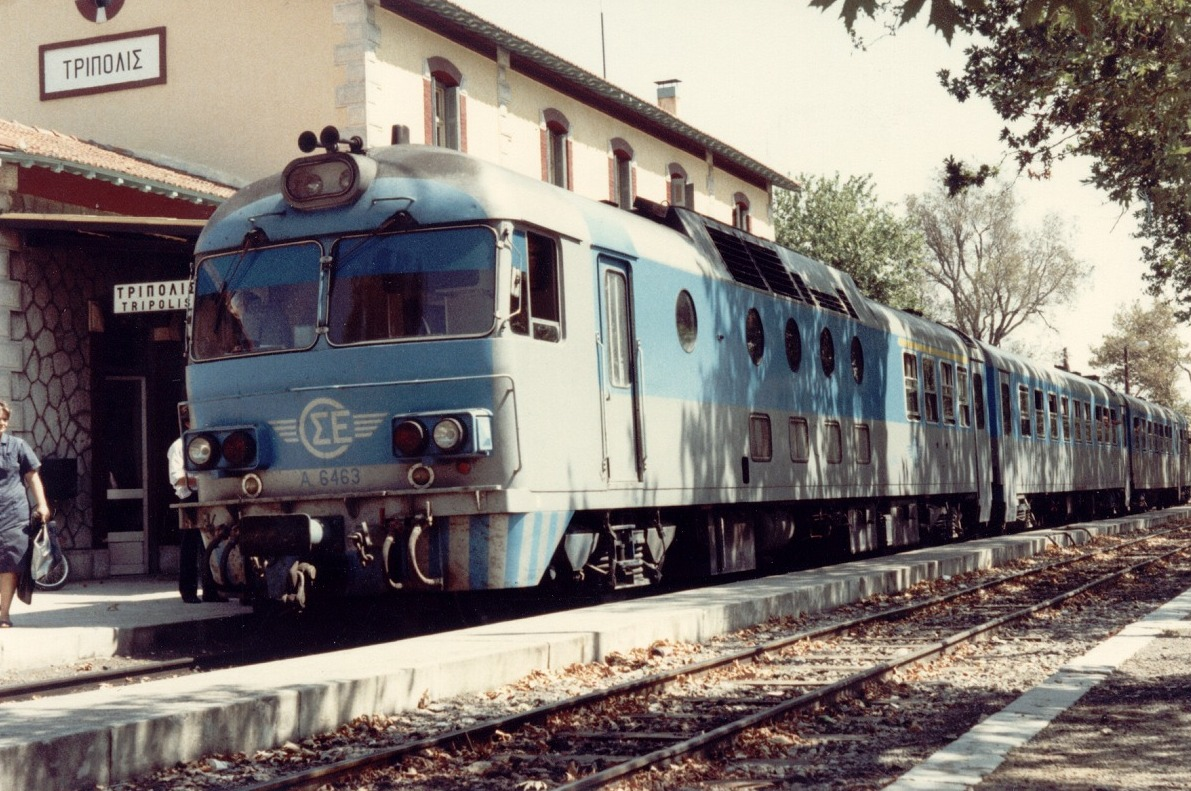
Autorail Ganz-MÁVAG en gare de Tripoli en 1988

La ligne commence en gare de Corinthe, puis parcourt la ville parallèlement à celle du Pirée à Patras sur environ 750 m. Elle se dirige ensuite vers le sud et passe sous l'autoroute E94 où en 2005 a été construit un raccordement permettant aux trains métriques de rejoindre la gare nouvelle de Corinthe pour donner correspondance aux trains de la nouvelle ligne à écartement normal. Ensuite le tracé devient assez sinueux : la ligne traverse le col entre Corinthie et Argolide avant d'arriver aux plaines d'Argolide et à la gare d'Argos, d'où part la bifurcation vers Nauplie. Après la gare de Mili, elle quitte ces plaines et commence la montée aux montagnes d'Arcadie. Ce tracé a nécessité plusieurs ouvrages d'art tels que viaducs, tunnels et tranchées. Le parcours comprend des courbes de 110 m de rayon et des pentes atteignant 33 ‰, la vitesse limite dépassant rarement les 65 km/h. La ligne descend pour atteindre le plateau et la ville de Tripoli, puis elle reprend son parcours sinueux et montagneux. Le point culminant des chemins de fer grecs se trouve sur ce tronçon de la ligne et s'élève à 814 mètres. En gare de Lekftro, il existe une petite bifurcation de 5 km vers la ville de Mégalopolis. À 80 km de Tripoli, la ligne arrive aux plaines de Messénie : le parcours entre ces deux points durait 1 heure 50 en 2003. En gare de Zevgolatio, la ligne rejoint celle à partir de Kalonéro et continue à se diriger vers le sud. Six kilomètres avant la gare terminus de Kalamata, elle passe par la gare d'Asprochoma où se situe la bifurcation vers Messène. Entre Asprochoma et Kalamata se trouve le dépôt de Kalamata, fermé depuis le 15 avril 2011. À partir de la gare de Kalamata, la ligne continue vers le port de la commune et à la moitié du parcours se situe l'ancienne gare de Kalamata, aujourd'hui transformée avec son parc en musée du chemin de fer.

## Ouvrages d'art

### Le viaduc d'Achladokambos
Le viaduc d'Achladokambos est un viaduc ferroviaire en béton précontraint long de 280 m et haut de 65 m. L'ancien viaduc métallique long de 252 mètres a été détruit le 6 septembre 1944 vers la fin de la Seconde Guerre mondiale par les troupes allemandes. Après la fin de la guerre, la SPAP, propriétaire de la ligne ne pouvait reconstruire le viaduc en raison des problèmes financiers. Ainsi un rebroussement provisoire a été construit dans la vallée autrefois enjambée par le viaduc. Il permettait aux trains de continuer leur trajet. À la suite de la fusion des SPAP avec les SEK, ces derniers ont décidé de reconstruire le viaduc, œuvre achevée en 1973 et inaugurée le 16 février 1974.
Le rebroussement n'est pas déferré et demeure relié à la ligne principale. Il est utilisé pour le dépôt du matériel roulant radié avant d'être vendu pour la ferraille.

### Le viaduc de Manari
Le viaduc de Manari est un viaduc ferroviaire à huit voûtes, long de 115,5 mètres, haut de 21 m, et large de 4,25 m avec un longueur d'arc de 165,84 mètres et un angle sous-tendant de 40°. Le viaduc a été construit par la Société Anonyme Internationale de construction et d'entreprise de travaux publics selon les dessins de l'ingénieur français A. Cotteland et les travaux de construction ont duré quatre ans, de 1892 à 1896.

## Installations permanentes

### Dépôts
Quand la ligne a été inaugurée, elle possédait quatre dépôts; à Myli, à Tripoli, à Léontari et à Kalamata. Les dépôts de Myli et de Léontari étaient utilisés comme abri pour les locomotives à vapeur,. Quand le vapeur a été supprimée sur le réseau du Péloponnèse dans les années 1970, ces deux dépôts ont été fermés,. D'ailleurs le dépôt de Myli a été construit du fait que la gare du même nom se situait à l'extrémité de la ligne de 1886 à 1892. L'ancien bâtiment accueillant le dépôt de Léontari a été détruit pendant les feux de forêt de 2007.
Les deux autres dépôts ont été fermés le 15 avril 2011 après la suppression du trafic sur la ligne en décembre précédent et la mutation du matériel roulant à l'ancien dépôt du Pirée. Chacun des dépôts de Myli et de Tripoli est doté d'un triangle de retournement. Celui de Kalamata est doté d'une plaque tournante pour les locomotives, les autorails pouvant effectuer un retournement de sens en gare d'Asprochoma.

### Gares

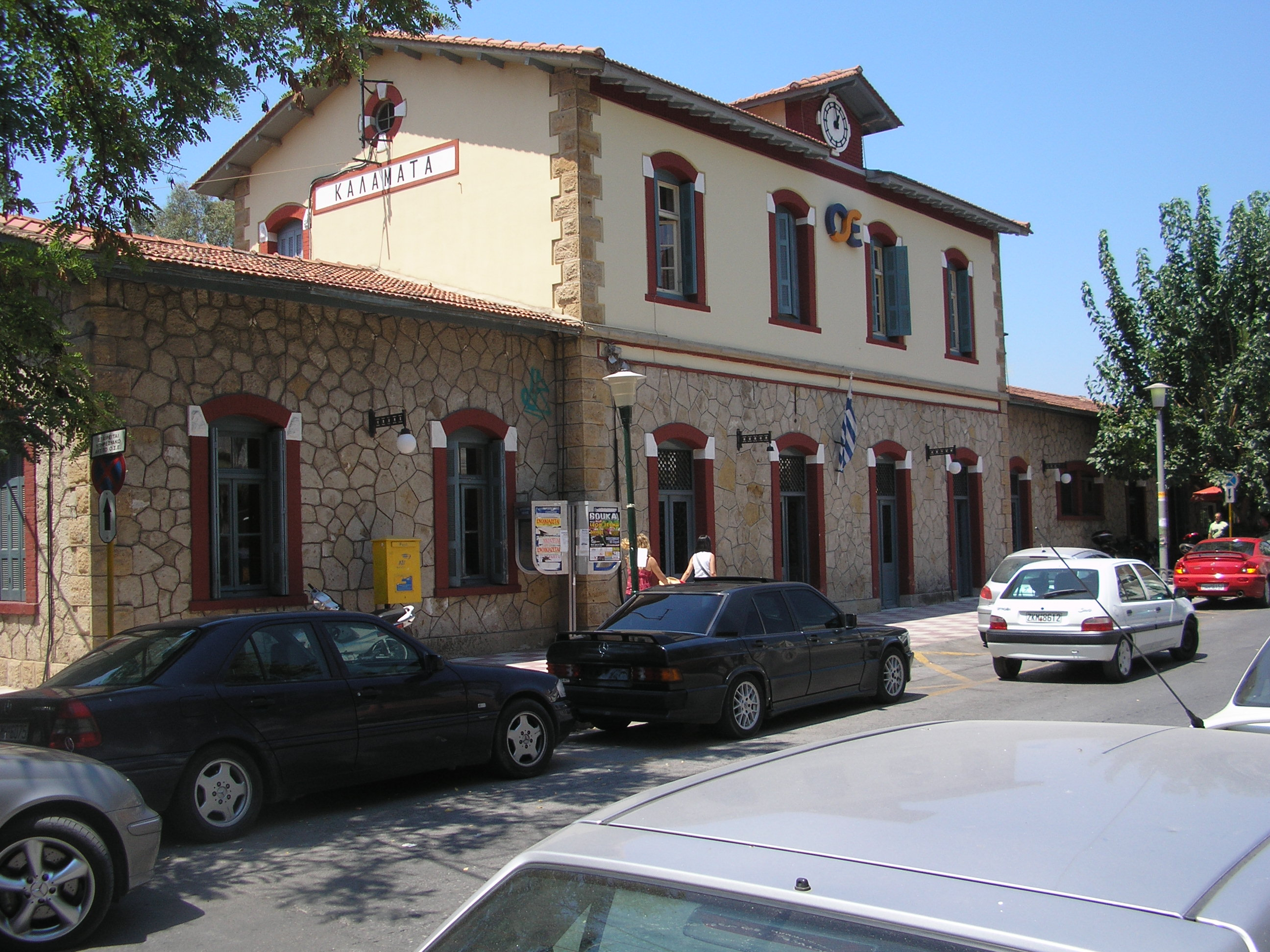
La gare terminus de Kalamata

La ligne comporte plusieurs gares avec voies d'évitement permettant le croisement de trains. Beaucoup d'entre elles étaient composées d'un rez-de-chaussée et d'un étage; le rez-de-chaussée accueillait les services de la gare tandis que le premier étage servait de domicile pour le chef de gare et son personnel. Ceux-ci appartenaient à la première et à la deuxième classe. Celles de la troisième classe étaient composées seulement d'un rez-de-chaussée qui abritait les différents services de circulation, de voyageurs et de marchandises.
Jusqu'au milieu des années 1990 où la circulation des trains était dense, plusieurs gares fonctionnaient dans la journée. Cependant au début des années 2000 et à la suite de la suppression d'un grand nombre des trains, la majorité de gares a fermé. Seules les gares principales d'Argos, d'Achladokambos, de Tripoli et de Lefktro fonctionnaient depuis 2000. Par contre ce n'était pas le cas entre Zevgolatio et Kalamata où en raison d'une circulation importante plusieurs gares étaient demeurées ouvertes.
Selon le règlement de circulation de l'OSE, deux trains peuvent effectuer un croisement dans une gare fermée sur les ordres des chefs des gares ouvertes précédentes de chaque sens. Étant donné ce choix et la faiblesse du trafic seules ces gares-là suffisaient pour faire circuler les trains.
Pendant les dévastateurs feux de forêt dans le Péloponnèse en août 2007 les gares de Marmaria, de Léontari, d'Issari et de Dessyla ont été complètement détruites.

### Signalisation
Cette ligne, comme la majorité du réseau métrique du Péloponnèse est quasi totalement privée d'une signalisation fixe et de télécommunications. Les chefs des gares ouvertes donnent la permission aux convois de procéder sur leur itinéraire après s'être assurés par la gare en avant qu'aucun autre train ne circule sur la voie.
Des signaux mécaniques (sémaphores allemands de type DRG (de)) existent à l'entrée de la gare de Corinthe aux entrées de la gare de Zevgolatio. De plus l'aiguillage à la proximité de la gare de Kalamata qui dirige les trains soit vers le dépôt soit vers la ligne principale et en raison de son emplacement à 400 m depuis la gare, est protégé par des signaux électriques dont les indications informent le mécanicien de la position des aiguilles et/ou de l’existence d'un convoi sur l'aiguillage,.

## Accidents
- Le 31 mai 1994 entre Achladokambos et Eléochori dans l'Arcadie un autorail a affronté des problèmes sur son moteur qui a provoqué un manque total du système de freinage. Le personnel de bord et les voyageurs sont arrivés à abandonner le train avant qu'il ne déraille sur une courbe à 100 km/h[17]. L'autorail a été retiré à la voie et transporté en gare de Tripoli en attendant d'être vendu pour la ferraille.
- Le 3 décembre 2002, près de la gare de Chrani dans l'Arcadie et vers 1 h 15, l'autorail assurant le train 427 a déraillé et par conséquent s'est abîmé dans une gorge profonde de 200 m, après avoir heurté un rocher tombé sur la voie à cause de la pluie diluvienne[8]. L'accident n'a fait aucune victime[8] et l'autorail, retiré quelques mois plus tard, a été réparé dans le technicentre de l'OSE au Pirée.
- Le 9 décembre 2010 l'autorail assurant le train 1443/1426 de Nauplie à Tripoli via Argos a déraillé sur une courbe près d'Achladokambos à 60 km/h. Un voyageur a perdu sa vie et l'autorail a subi des dégâts importants[2]. L'accident a précipité la fermeture de la ligne, de toute façon programmée pour le 30 janvier 2011.